# Anthurium angustilaminatum
Anthurium angustilaminatum är en kallaväxtart som beskrevs av Adolf Engler. Anthurium angustilaminatum ingår i släktet Anthurium och familjen kallaväxter.

## Underarter
Arten delas in i följande underarter:
- A. a. angustilaminatum
- A. a. cibuserpentis